# Ильза (циклон)
Циклон «Ильза» (англ. Cyclone Ilsa) — мощный тропический циклон, который быстро усиливался, и угрожал Западной Австралии (Австралия) в апреле 2023 года. Шестой шторм и пятый сильный тропический циклон сезона циклонов в австралийском регионе в 2022 — 23 годах.
Устойчивый ветер в это время достигал скорости 260 км/ч (160 миль/час), что эквивалентно урагану категории 5 по шкале ураганов Саффира — Симпсона. Кроме того, на острове Бедаут была зафиксирована рекордная десятиминутная постоянная скорость ветра 219 км/ч (135 миль/час), побив предыдущий рекорд циклона Джордж в 2007 году. Ильза перешёл на сушу примерно в 120 км (75 миль) к северо-востоку от Порт-Хедленда, Западная Австралия. Внутри страны циклон ослаб до слабого тропического циклона с ветром 85 км/ч (50 миль/ч). В общей сложности Ильза нанес ущерб примерно на 4 миллиона австралийских долларов.

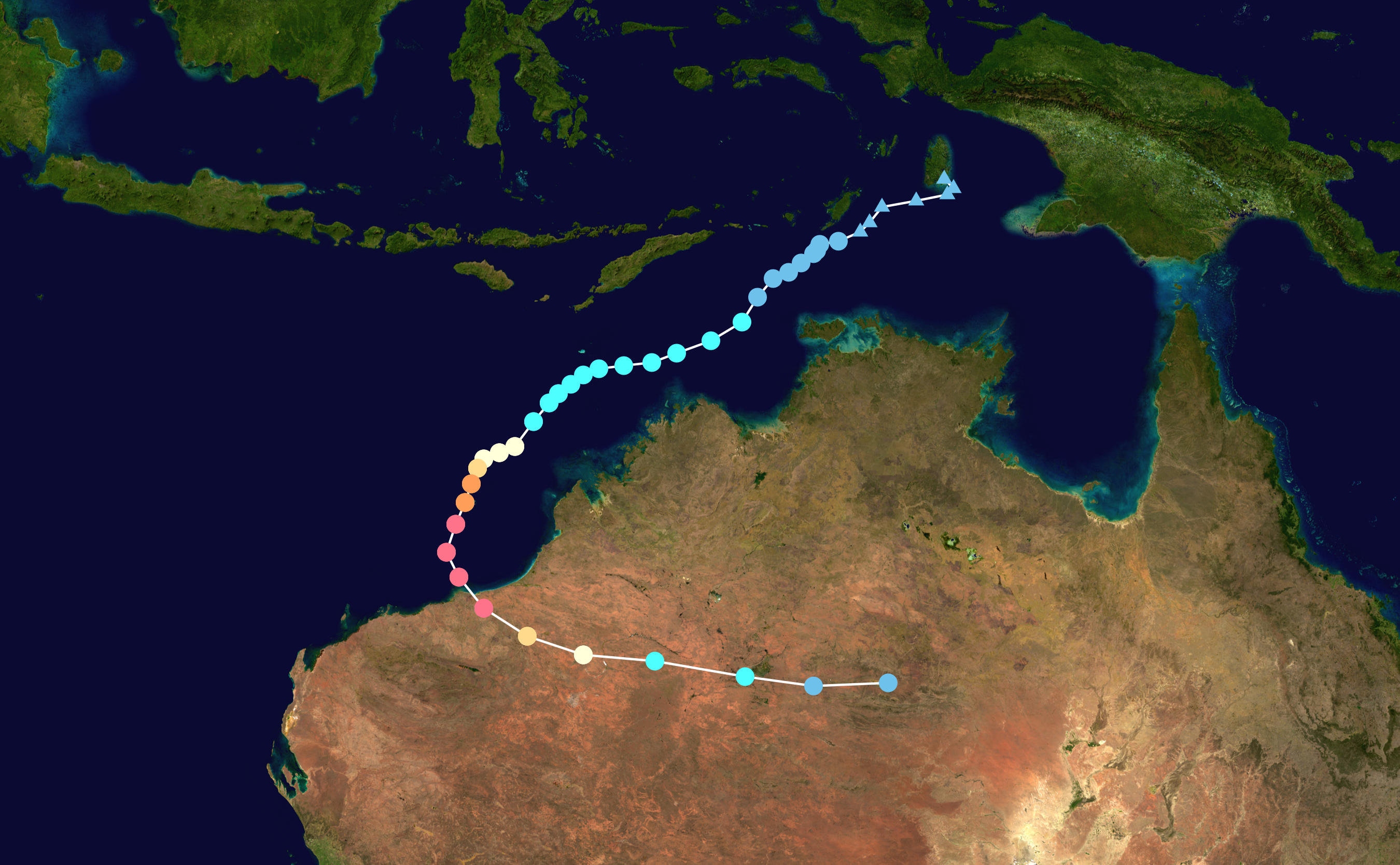
Карта пути и интенсивности циклона Ильза